# Sucesos de Casas Viejas

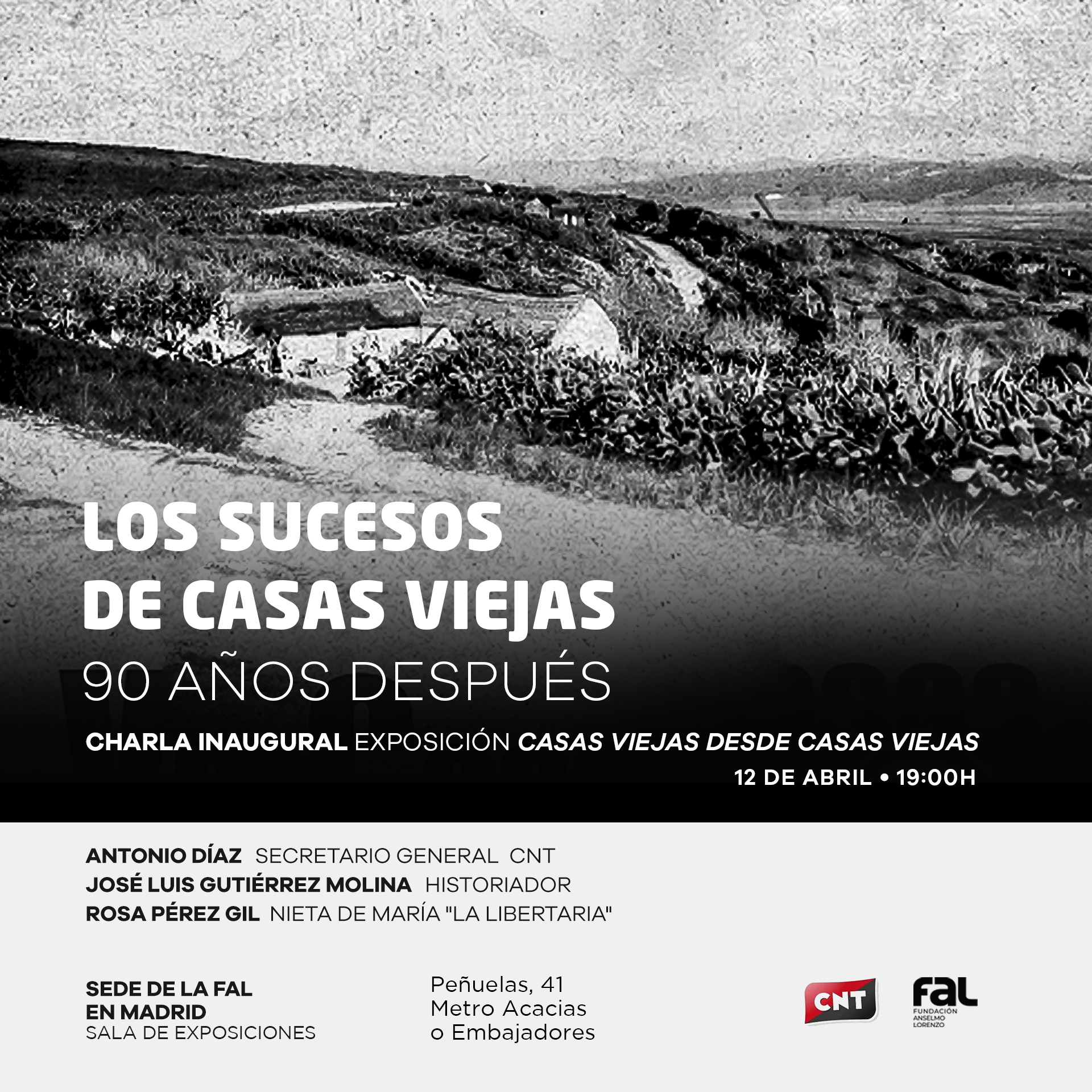
Cartel acto conmemoración del 90 aniversario de los Sucesos de Casas Viejas

Los sucesos de Casas Viejas, también denominados masacre de Casas Viejas consistieron en un intento de levantamiento campesino contra el Cuartel de la Guardia Civil, que tuvieron lugar entre el 10 y el 12 de enero de 1933 en la pequeña localidad de Casas Viejas, en la provincia de Cádiz, y constituyen uno de los hechos más trágicos de la Segunda República Española. Abrió una enorme crisis política en el primer bienio de la República y fue el inicio de la pérdida de apoyos políticos y sociales que conduciría meses después a la caída del gobierno republicano-socialista de Manuel Azaña y al triunfo de las derechas en las elecciones de noviembre de 1933.
Si se contabilizan los heridos fallecidos posteriormente, resultaron muertos veintiocho campesinos,  dos guardias civiles y uno de asalto. Según el historiador Ricardo Robledo, «hay muchas facetas en la tragedia de Casas Viejas» pero «aquellos sucesos significaron también la cristalización del desencuentro entre el campesinado más pobre y los ideales de la República con su promesa de reforma agraria y de mejora de las condiciones de trabajo».

## Antecedentes

### SigloXIXy Principios delXX
Desde el siglo XIX  las inquietudes sindicales europeas y sus ideales empezaron a propagarse entre los obreros avanzando por las costas de Cádiz y Málaga hacia el interior del valle del Guadalquivir.
A mediados del siglo XIX se produjeron en Andalucía diferentes revueltas en los pueblos andaluces de Arahal, Utrera (ambos en 1857), Loja (1861), Montilla (1873) y Jerez de la Frontera (1892) con tintes antidinásticos, demócratas o republicanos. Estas se debieron a las consecuencias que causaron la reforma agraria liberal que se llevaba a cabo desde la década de los treinta y que en el sur de España eran especialmente duras, con arrendamientos a corto plazo y masas de jornaleros sin acceso a las tierra, unos 450.000 en 1860.
Además sector minero, al que se dedica el jornalero junto a engrosar las filas del peonaje en las ciudades cuando no hay labores agrarias, bajo el dominio británico en Riotinto y francés en Peñarroya tuvo una gran conflictividad. En Riotinto llegó a haber unos 100 muertos durante los conflictos en 1888 y en Peñarroya en 1920 una huelga seguida por unas 14.000 personas.
La situación comenzó a tensarse a partir de la década de los setenta cuando se creó la Federación Regional Española de la AIT y las luchas agrarias en Andalucía mostraron una tendencia libertaria hasta el trienio bolchevique cuando Francisco García Espín, alcalde de El Carpio y patrono agrícola; y Francisco Ayllón Herruzo acuñaron el término "odio africano" para resumir el antagonismo clasista entre los ricos latifundistas y los jornaleros andaluces (700.000) al informar sobre la situación de la España meridional a la comisión formada por Luis de Marichalar y Monreal, vizconde de Eza, dedicada a estudiar el problema agrario andaluz.
En torno a los años 1913-14. tiene lugar un cambio cualitativo importante en el comportamiento del campesinado. Se consolidó la estrategia de la huelga general en varias provincias y concluyó la síntesis entre anarcocolectivismo y anarcocomunismo en Andalucía, que en aquel momento no se afilió a la recién fundada CNT (La recién creada Federación Nacional de Obreros Agricultores de España que tuvo un gran arraigo en la sierra gaditana y en la campiñas de la propia Cádiz, Sevilla y Córdoba no ingresó en la CNT hasta 1919).
El movimiento huelguístico general de 1917 afectó en Andalucía, a los sectores mineros y a los ferroviarios en un principio mientras que el mundo agrario seguía su propio ritmo. Fue entre 1818 y 1919 cuando éste se vio afectado, especialmente Córdoba donde los campos que van quedando desiertos "tiemblan como un terremoto, los pueblos de la sierra y de la campiña parecen renovar tiempos trágicos" y  "una hermandad de rebeldía se propaga por los cortijos y las chozas, como un incendio" y "jornaleros, gañanes, yegüeros, pastores, se unen como un solo hombre para la protesta. Grupos violentos, enarbolando azadas y amocafres amenazan con bieldos y hoces". En la provincia de Cádiz destacan las huelgas en Jerez, Sanlúcar de Barrameda y Arcos de la Frontera.
Entre 1914 y 1920 se llevaron a cabo unas 74 huelgas agrarias en Cádiz acompañadas, según Juan Díaz del Moral, con un entusiasmo irracional y extraordinario producto de una "raza imaginativa e inculta con una doctrina de tipo religioso y utópico".
El 15 de abril de 1931 el gobierno provisional de la Segunda República, declarando como mayor premisa la propiedad privada, prometió llevar a cabo una reforma agraria que debía responder a la "función social de la tierra" para salvar a la masa campesina española que según el propio gobierno había tenido que vivir en el "mas absoluto abandono" hasta la época.

### La insurrección anarquista de enero de 1933
En un Pleno de Regionales de la CNT, celebrado el 1 de diciembre de 1932 en Madrid, el sindicato de ferroviarios solicitó el apoyo para declarar una huelga general en la que se reclamarían aumentos salariales. Al final, los ferroviarios se echaron atrás porque más de la mitad de sus secciones sindicales pensaban que la huelga resultaría un fracaso, pero el Comité de Defensa Regional de Cataluña retomó la idea a propuesta de Juan García Oliver, dispuesto a poner en práctica la “gimnasia revolucionaria”, que consistiría en una “acción insurreccional” que impidiera la consolidación de la “República Burguesa”. La fecha elegida fue el 8 de enero de 1933.
La insurrección no tuvo un seguimiento muy amplio. El Ejército y la Guardia Civil tomaron posiciones estratégicas en los lugares donde se preveían desórdenes y los dirigentes sindicales fueron detenidos. En algunas barriadas de Barcelona hubo choques entre anarquistas y fuerzas de orden público. Hubo huelgas, incidentes con explosivos y proclamaciones del comunismo libertario en algunas poblaciones de Andalucía, como La Rinconada, Aragón, como Robres y Belver de Cinca, y la Región de Valencia, como Bugarra, Ribarroja de Turia, Bétera, Jeresa (en la que murieron 4 personas), Benaguacil, Utiel y Pedralba. En esta última localidad murieron un guardia civil y un guardia de asalto durante la insurrección, en la que fue asaltado el Cuartel de la Guardia Civil; cuando la Guardia Civil restableció el orden, el resultado de la insurrección fue también la muerte de diez paisanos.
El Comité Nacional de CNT, que no había convocado la huelga, declaró el 10 de enero que la insurrección había sido «de pura significancia anarquista sin que para nada haya intervenido en ellos el organismo federal», aunque no la condenaban, como tampoco lo hacía el órgano confederal Solidaridad Obrera, para cumplir «con un deber de solidaridad y de conciencia». Pero no era esa su revolución que se hará «con garantías», «a la luz del día».
El diario oficial de la CNT en Madrid, que el día 9 de enero había escrito en su editorial «esa no es nuestra revolución», dos días después afirmaba “Ni vencidos ni humillados” y responsabilizaba de la insurrección a «la política represiva... sectaria de los socialistas que detentan el poder y usan de él contra los intereses de los trabajadores». Las revueltas «existen y aumentarán por razones de injusticia bien patentes». Por eso, «vencida una insurrección surge otra, resuelta una huelga, otra se produce; apaciguado un motín, estalla otro mayor».
Mucho tiempo después, en El eco de los pasos (1978), Juan García Oliver valoró la insurrección anarquista de enero de 1933, de la que se consideraba máximo instigador, como «una de las batallas más serias entre los libertarios y el Estado español… que determinó que los partidos republicanos y el Partido Socialista perdieran su influencia sobre la mayoría de los españoles».

## Los sucesos
Una de las provincias donde se produjeron disturbios protagonizados por comités anarquistas locales fue la de Cádiz. El 10 de enero de 1933, el gobierno decidió enviar allí a una compañía de guardias de asalto al mando del capitán Manuel Rojas Feijespán. Cuando el día 11 llegaron a Jerez de la Frontera, fueron informados de que la línea telefónica había sido cortada en Casas Viejas, una población de unos 2000 habitantes cercana a Medina Sidonia y que actualmente es parte del municipio de Benalup-Casas Viejas.
En la madrugada del 11 de enero, un grupo de campesinos afiliados a la CNT habían iniciado una insurrección en Casas Viejas proclamando el comunismo libertario. Por la mañana rodearon, armados con escopetas y algunas pistolas, el cuartel de la Guardia Civil, donde se encontraban tres guardias y un sargento. Se produjo un intercambio de disparos y el sargento y un guardia resultaron gravemente heridos (el primero moriría al día siguiente; el segundo dos días después).
A las dos de la tarde del 11 de enero, un grupo de doce guardias civiles al mando del sargento Anarte llegaron a Casas Viejas, liberaron a los compañeros que quedaban en el cuartel y ocuparon el pueblo. Temiendo las represalias, muchos vecinos huyeron y otros se encerraron en sus casas. Tres horas después llegó un nuevo grupo de fuerzas de orden público al mando del teniente Gregorio Fernández Artal compuesto por cuatro guardias civiles y doce guardias de asalto. Inmediatamente comenzaron a detener a los presuntos responsables del ataque al cuartel de la Guardia Civil, dos de los cuales, después de ser golpeados, acusaron a dos hijos y al yerno de Francisco Cruz Gutiérrez, apodado “Seisdedos”, un carbonero de setenta y dos años que acudía de vez en cuando a la sede del sindicato de la CNT, y que se habían refugiado en su casa, una choza de barro y piedra. Al intentar forzar la puerta de la casa de “Seisdedos”, los de dentro empezaron a disparar y un guardia de asalto cayó muerto en la entrada (en algunas versiones se dijo que el guardia fue retenido como rehén y murió después) y otro resultó herido. A las diez de la noche, empezó el asalto a la choza sin éxito. Pasada la medianoche, llegó a Casas Viejas una unidad compuesta de cuarenta (o noventa según otras fuentes) guardias de asalto, al mando del capitán Rojas, que había recibido la orden del director general de Seguridad en Madrid, Arturo Menéndez, para que se trasladara desde Jerez y acabara con la insurrección, abriendo fuego “sin piedad contra todos los que dispararan contra las tropas”.
El capitán Rojas dio orden de disparar con rifles y ametralladoras hacia la choza y después ordenó que la incendiaran. Dos de sus ocupantes, un hombre y una mujer, fueron acribillados cuando salieron huyendo del fuego. Seis personas quedaron calcinadas dentro de la choza (probablemente ya habían muerto acribilladas cuando se inició el incendio), entre ellos “Seisdedos”, sus dos hijos, su yerno y su nuera. La única superviviente fue la nieta de “Seisdedos”, María Silva Cruz, conocida como “la Libertaria”, que logró salvar la vida al salir con un niño en brazos.
Hacia las cuatro de la madrugada del día 12, Rojas y sus hombres se retiraron a la fonda donde habían instalado el cuartel general. Allí fue tomando cuerpo la idea de realizar un escarmiento. El capitán Rojas envió un telegrama al director general de Seguridad con el siguiente texto: “Dos muertos. El resto de los revolucionarios atrapados en las llamas”. Rojas ordenó a tres patrullas que detuvieran a los militantes más destacados, dándoles instrucciones para que dispararan ante cualquier mínima resistencia. Mataron al anciano Antonio Barberán Castellar, de setenta y cuatro años, cuando volvió a cerrar su puerta tras la llamada de los guardias y gritó “¡No disparéis! ¡Yo no soy anarquista!”. Detuvieron a doce personas y las condujeron esposadas a la choza calcinada de “Seisdedos”. Les mostraron el cadáver del guardia de asalto muerto y a continuación el capitán Rojas y los guardias los asesinaron a sangre fría. En la declaración del capitán Rojas a la Comisión Parlamentaria de investigación de los hechos dijo:

«Como la situación era muy grave, yo estaba completamente nervioso y las órdenes que tenía eran muy severas, advertí que uno de los prisioneros miró al guardia que estaba en la puerta y le dijo a otro una cosa, y me miró de una forma..., que, en total no me pude contener de la insolencia, le disparé e inmediatamente dispararon todos y cayeron los que estaban allí mirando al guardia que estaba quemado. Y luego hicimos lo mismo con los otros que no habían bajado a ver el guardia muerto que me parece que eran otros dos. Así cumplía lo que me habían mandado y defendía a España de la anarquía que se estaba levantando en todos lados de la República»

 «Poco después abandonaron el pueblo. La masacre había concluido. Diecinueve hombres, dos mujeres y un niño murieron. Tres guardias corrieron la misma suerte. La verdad de los hechos tardó en conocerse, porque las primeras versiones situaban a todos los campesinos muertos en el asalto a la choza de “Seisdedos”, pero la Segunda República ya tenía su tragedia», afirma el historiador Julián Casanova. «De otras actuaciones de las tropas, según las últimas investigaciones y aclaraciones de lo sucedido, resultaron muertas dos personas más: Rafael Mateos Vela, por bala, y Joaquina Fernández, que recibió una brutal paliza de la que se derivó su muerte. En total veintiséis personas muertas o veintiocho si se consideran otras dos aquejadas de infarto a consecuencia de la tragedia que vivieron esos días, Vicenta Pérez Monroy, madre de los Pavones, que sí habían participado. Fueron encarcelados y a los pocos días su madre murió de infarto; el otro era Manuel Cruz Montiano, abuelo de algunos fusilados, también de infarto».
Un testigo presencial, guardia de Asalto, escribió jornadas después de los asesinatos que «allí estuvimos hasta el final de la toma, que fue a las cuatro y cinco de la madrugada que se sintieron los últimos tiros».

## Las consecuencias
Conocidos los hechos, se produjo un gran escándalo periodístico y parlamentario que conmocionó a la sociedad española. Los sucesos de Casas Viejas se convirtieron en un grave problema político para el gobierno republicano-socialista de Manuel Azaña, que tuvo que aguantar el acoso tanto desde la izquierda como desde la derecha, que en las Cortes presentaron diversas interpelaciones (Diego Martínez Barrio, del Partido Republicano Radical, denominó al gobierno de Azaña de «barro, sangre y lágrimas»). El 2 de febrero el gobierno compareció en las Cortes sobre el asunto, pero en aquel momento ignoraba cómo se habían desarrollado los hechos pues todos los informes que había recibido ocultaban los fusilamientos a sangre fría, por lo que el presidente Azaña respaldó la actuación de las fuerzas de orden público como en ocasiones anteriores:

No se encontrará un atisbo de responsabilidad en el gobierno. En Casas Viejas no ha ocurrido, que sepamos, sino lo que tenía que ocurrir. Se produce un alzamiento en Casas Viejas, con el emblema que han llevado al cerebro de la clase trabajadora española de los pueblos sin instrucción y sin trabajo, con el emblema del comunismo libertario, y se levantan unas docenas de hombres enarbolando esa bandera del comunismo libertario, y se hacen fuertes, y agreden a la Guardia Civil, y causan víctimas a la Guardia Civil. ¿Qué iba a hacer el Gobierno?

Ante una nueva interpelación parlamentaria, Azaña hizo responsable a los anarquistas de lo ocurrido:

Nosotros, este Gobierno, cualquier Gobierno, ¿hemos sembrado en España el anarquismo? ¿Hemos fundado nosotros la FAI? ¿Hemos amparado de alguna manera los manejos de los agitadores que van sembrando por los pueblos este lema del comunismo libertario?

Los que sí tenían una información fidedigna de lo que había ocurrido eran los miembros del Partido Republicano Radical gracias a su diputado por Cádiz, pero no sólo no la trasladaron al gobierno, sino que desplegaron una campaña para derribarlo y abrir las puertas a uno nuevo presidido por su líder Alejandro Lerroux. El problema era que el gobierno se había fiado de la versión que había dado el capitán Rojas en su entrevista el 29 de enero con el ministro de la Gobernación Santiago Casares Quiroga en la que había negado que se hubiera producido ninguna extralimitación en la actuación de las fuerzas de orden público bajo su mando. Sin embargo, el gobierno empezó a desconfiar y solicitó un informe reservado que le confirmó los fusilamientos a sangre fría y señaló a los guardias de asalto como responsables. Entonces Azaña envió a Cádiz al magistrado del Tribunal Supremo Mariano Granados para que leyese el sumario de la instrucción que estaba llevando a cabo el juez de Medina Sidonia encargado del caso y le informase. Fue así como el gobierno supo que había trece testigos que corroboraban los fusilamientos.
Tras conocerse todos estos hechos la comisión de investigación formada en las Cortes el 24 de febrero (formada por Joan Puig, Manuel Muñoz Martínez, Mariano Ruiz Funes, Gabriel Franco, Joaquín Poza Juncal, Fernando González Uña, Luis Jiménez de Asúa, Miguel García Bravo-Ferrer, Antonio Lara, Juan Botella y Cándido Casanueva), exoneró al gobierno en su informe definitivo hecho público el 15 de marzo. «El Gabinete pudo superar la investigación parlamentaria y dos mociones de confianza en las Cortes, pero ello no impidió que se viera salpicado por un escándalo que, a medio plazo, le sería enormemente perjudicial».
El director general de Seguridad, comandante Arturo Menéndez, fue destituido, ocupando dicha dirección Manuel Andrés Casaus (que murió en San Sebastián en 1934, víctima de un atentado). Arturo Menéndez fue detenido en la noche del 19 de julio de 1936 por los militares sublevados en el tren Barcelona-Madrid, estación de Calatayud. Fue trasladado a Pamplona y fusilado.
La CNT lanzó una campaña contra la «política dictatorial y los políticos facciosos», en la que exigía la liberación de presos, la apertura de sindicatos, la libertad de reunión y la libertad de prensa, así como la derogación de las leyes “antiobreras” del 8 de abril de 1932, de Defensa de la República y los Jurados Mixtos. El periódico de la CNT describió los hechos como «una razia de mercenarios de la Legión en un aduar rifeño». La movilización culminó con la convocatoria de una huelga general los días 9 y 10 de mayo de 1933, «advertencia expresiva para los gobernantes que rivalizan en despotismo con las dictaduras fascistas».
El capitán Rojas fue juzgado en mayo de 1934 en Cádiz. En su defensa alegó que había cumplido las instrucciones del director general de Seguridad de no dejar heridos ni prisioneros y culpó al presidente Azaña de todo pues afirmó que este le había dicho: «los tiros, a la barriga». Sus declaraciones solo fueron corroboradas por el comandante Bartolomé Barba Hernández, que a finales de 1933 había sido uno de los fundadores de la organización clandestina militar antirrepublicana Unión Militar Española (UME) que tendría una participación decisiva en el golpe de Estado de julio de 1936 que dio inicio a la guerra civil española. El capitán Rojas fue condenado a 21 años de reclusión por 14 homicidios.
En julio de 1934, 26 campesinos de Casas Viejas fueron juzgados por los delitos de posesión de armas de guerra y ejecución de actos contra las fuerzas armadas. Diez fueron absueltos y, de los restantes, uno condenado a 6 años de prisión, cuatro a 5 años, dos a 3 años, seis a 2 años y tres a 1 año.

## La “leyenda negra” de la República (y de Azaña)
Las primeras dudas sobre la versión oficial (que todas las muertes se habían producido en el asalto a la casa de “Seisdedos”) aparecieron en una crónica del escritor Ramón J. Sender y del periodista Eduardo de Guzmán que habían ido a Casas Viejas y que fue publicada por el periódico La Tierra. Al año siguiente, Ramón J. Sender publicó un libro con el expresivo título de Viaje a la aldea del crimen,en el que reconstruyó los hechos a partir de las declaraciones de los campesinos a los investigadores parlamentarios. Sin embargo, en el libro, en el que recopilaba los reportajes que había publicado en el diario La Libertad, siguió responsabilizando al gobierno y a Azaña de lo ocurrido, a pesar de que ya habían sido exonerados por la investigación parlamentaria y por la judicial. Todo ello respondía, según Pilar Mera Costas, a la desilusión de Sender con la República y con la democracia parlamentaria y a su deslizamiento hacia posiciones revolucionarias.
El intento de exculpación del capitán Rojas, apoyado por el capitán Bartolomé Barba Hernández, de que había actuado siguiendo órdenes directas de Manuel Azaña que le habría dicho “Ni heridos ni prisioneros. Los tiros, a la barriga”, una acusación que tanto la investigación parlamentaria como la judicial consideraron absolutamente falsa, fue utilizada por los medios y los partidos de derecha para desgastar al gobierno y desprestigiar a la República, convirtiéndose en un elemento clave de la “leyenda negra” que fueron inventando sobre ella y que los vencedores en la guerra civil española no se cansarán de repetir. Lo mismo hizo el anarquismo, incluso en el exilio. Tanto la derecha (y el franquismo) como los anarquistas tuvieron un enorme éxito porque «la sombra de la tragedia nunca abandonó a Azaña». «A pesar de la exculpación judicial y parlamentaria, la opinión pública siguió considerando responsable moral al Consejo de Ministros».
La acusación la lanzó el capitán Rojas cuando los periodistas descubrieron que había mandado fusilar a los prisioneros. El capitán Rojas alegó que en una entrevista que había mantenido a solas con el director general de Seguridad, Arturo Menéndez, este le dijo que no hiciera prisioneros. También alegó que cuando estaba en la cárcel recibió la visita de un ayudante de Azaña, el coronel Hernández Saravia, que le ofreció un millón de pesetas si se callaba. Tampoco había testigos que pudieran corroborarlo. En los careos que mantuvieron tanto Menéndez como Hernández Saravia con Rojas, estos negaron las acusaciones, y Menéndez afirmó que cualquier oficial de policía tenía derecho a pedir una copia por escrito de las órdenes si consideraba que estas infringían la ley. Rojas no dio ninguna explicación sobre este punto.
El capitán Barba Hernández aseguró en el juicio que uno de los ayudantes de Azaña le había dicho, de nuevo sin que hubiera ningún testigo, la frase “los tiros a la barriga”. Para el tribunal quedó claro que Rojas y Barba mentían para apoyarse el uno al otro. Lo mismo concluyó el informe final de las Cortes diciendo que “no hay pruebas que permitan la insinuación de que la policía actuó en la represión de acuerdo con órdenes dadas por los miembros del Gobierno”
El capitán Rojas fue liberado de la prisión tras la sublevación militar de julio de 1936, fue admitido en el ejército rebelde con el grado de capitán de artillería y participó en la represión en Granada.
El capitán Bartolomé Barba tampoco fue creído por el tribunal que revisó el proceso a Rojas en 1935 y que confirmó la sentencia. El capitán Barba había sido delegado gubernativo en la Dictadura de Primo de Rivera y uno de los fundadores de la organización derechista UME (Unión Militar Española), que participó en la sublevación militar de julio de 1936. Fue uno de los oficiales que dirigió la represión en Zaragoza durante las primeras semanas de la guerra civil. Durante el Dictadura del general Franco ocupó el cargo de gobernador civil.
El general Cabanellas, director general de la Guardia Civil durante los sucesos de Casas Viejas, mantuvo en el juicio una actitud ambigua que ponía en cuestión la actuación del gobierno. Fue uno de los generales implicados en el golpe de Estado militar de julio de 1936 y presidió la Junta de Defensa Nacional que se hizo cargo inicialmente del poder en la zona sublevada.
El sumario del segundo juicio de junio de 1935, en el que Azaña llegó a tener un careo con Bartolomé Barba, desapareció de los archivos de la Audiencia. En 2008, el periodista e investigador Tano Ramos consiguió localizar una copia en casa de una hija del abogado López Gálvez, encargado de la acusación particular contra Rojas. En esa documentación, que recoge todas las declaraciones de los testigos ante el juez, más allá de la transcripción de lo sucedido en los juicios, Azaña advertía que las órdenes eran las mismas para todo el territorio nacional, y que solo Rojas había actuado de esa manera, a pesar de que la revuelta tuvo otros focos.

## Memoria histórica
El 1998 el pleno del Ayuntamiento de Benalup decide cambiar la denominación del pueblo de "Benalup de Sidonia" a "Benalup Casas-Viejas", que desde el suceso se había perdido.
En el año 2006, el Ayuntamiento de Benalup propuso vender el solar donde ocurrieron los sucesos a una constructora para que edificara un hotel de lujo, contra lo cual recibió la disconformidad de numerosos vecinos de la región y el sindicato CNT. Este hotel iba a tomar el nombre de La Libertaria (nieta de Seisdedos), pero, tras las noticias del descontento de los benalupenses, pasaron a llamarle Utopía.
Por una Resolución del 27 de julio de 2009, de la Dirección General de Bienes Culturales, publicada en Boletín Oficial de la Junta de Andalucía (BOJA) el 21 de agosto de 2009, se incoó el procedimiento para la inscripción en el Catálogo General del Patrimonio Histórico Andaluz, como Bien de Interés Cultural, con la tipología de Sitio Histórico, del Lugar de los sucesos de Casas Viejas, en Benalup-Casas Viejas (Cádiz). Esto se justificaba en el texto de la resolución de la siguiente forma:

En el marco del proceso de recuperación de la Memoria Histórica, con la inscripción de este Sitio Histórico se pretende preservar el escenario en el que se desarrollaron los Sucesos de Casas Viejas como un lugar de memoria, es decir, un espacio simbólico y físico vinculado a esos hechos. La inscripción significa el reconocimiento institucional y cultural de un acontecimiento histórico que expresa valores identitarios de un pueblo y viene a reparar la dignidad de las víctimas, recobrando la memoria dolorosamente silenciada durante décadas de dictadura.

En 2015 se inauguró un "Espacio Conmemorativo" para la memoria de Los Sucesos.
En 2018 se realiza una recreación histórica de los hechos, se publica un nuevo libro sobre el tema y se recibe la donación de materiales del legado de Jerome Mintz.

## Filmografía
En 1983, el cineasta José Luis López Del Río trasladó los hechos a la pantalla en la película Casas viejas.